# Aloe carnea
Aloe carnea é uma espécie de liliopsida do gênero Aloe, pertencente à família Asphodelaceae.